# Сербомолот
Сербомолот (серб. Србомлат) — зброя, бойовий молот, яка часто використовувалася усташами під час Другої світової війни для швидкого знищення сербів. Складалося з дерев'яного руків'я та важкого металевого зазубреного набалдашника.
Даний «сербомолот» усташі часто використовували як засіб розправи над полоненими, хоча він був набагато важче сербосека. Саме цими молотами були забиті до смерті більше ніж 2 тисяч сербів в Дракулічі.

## У культурі
Масове вбивство людей «сербомолотом» показано у фільмі «Спаситель».